# Casa del 34 del Carrer de Sant Jaume
La Casa del 34 del Carrer de Sant Jaume és un edifici de la vila de Vilafranca de Conflent, a la comarca d'aquest nom, de la Catalunya del Nord.
Està situada en el número 34 del carrer de Sant Jaume, en la parcel·la cadastral 179, en el sector sud-oriental de la vila.
La façana d'aquesta casa medieval, dels segles XIII i XIV, ha estat molt afectada al llarg dels segles. Originalment hi havia unes arcades, recordades pels carreus de llur arrencada.